# 奇蹟 (2023年電視劇)
《奇蹟》（英語：Kiseki: Dear to Me）改編自編劇林珮瑜同名原作小說，在2021年時曾拍攝前導片，由曾向鎮、黃丞邦主演，2023年3月1日發布開鏡消息，由文策院、日本Rakuten Group、SPO Entertainment、Video Market及八大電視跨國合作出品的作品，由徐愷、林毓桐、陳柏文、姜典主演。

## 登場人物

### 主要人物
- 范哲睿：徐愷[3]
- 白宗易：林毓桐[3]
- 陳毅：陳柏文[3]
- 艾迪：姜典[3]

### 義雲盟
- 周明磊：謝承均[3]

義雲盟二把手。
- 陈东扬：亮哲[3]

義雲盟幫主。
- 阿賢：賴東賢

義雲盟成員，第3集客串。
- 阿碩：王碩瀚

義雲盟成員，第3集客串。

### 龍幫
- 張騰：宋偉恩[3]
- 阿雋：黃雋智[4]

### 白宗易周邊人物
- 何思宁：葉恩[4]
- 小杰：羅奕傑[5]
- 白温言：白宗易父親。邱逸峰。

- 白宗易母親：林珮瑜（聲演）
- 白婧妤：白宗易妹妹。楊欣樺[4]

- 豆漿店老闆：白宗易打工的老闆。林帥甫

### 其它人物
- AMY：艾雨帆[4]

甜點店老闆，第3集客串。
- 宋主任：宋鎵琳

## 戲劇歌曲
| 曲別         | 歌名                           | 演唱者                     |
| 前導片主題曲 | 來不及說再見Too late           | 黃霆睿                     |
| 前導片插曲   | 我們 Us                        | 黃霆睿                     |
| 片頭曲       | 擁有你的明天                   | 溫璽揚 莊昱凡              |
| 片尾曲       | 原來我沒有資格再愛你           | 艾雨帆                     |
| 插曲         | MARRY ME                       | 江曜綸                     |
| 插曲         | 一次到底                       | 英承晞（演唱名為「成晞」） |
| 插曲         | 原來我沒有資格再愛你（隱藏版） | 莊昱凡                     |
| 插曲         | 危愛                           | 温以飛                     |
| 插曲         | 別說 晚安                      | 温以飛                     |

## 外部連結
- 奇蹟的Instagram帳戶
- 奇蹟的Facebook專頁
- 奇蹟的X（前Twitter）